# Списък на владетелите на Лихтенщайн

## Князе на Лихтенщайн
- 1-ви княз на Лихтенщайн: 1608 – 1627 Карл I (30.7.1569 – 12.2.1627), ∞ 1592/93 за Анна Мария (†1625), дъщеря на Йохан Шембер, барон Босковец, от която има три деца:

1. Анна Мария (1597 – 1640), ∞ 1618 за княз Максимилиан I фон Дитрихщайн (1596 – 1655);
2. Франциска Барбара (1604 – 1655), ∞ 1627 за граф Вернер фон Тили (1599 – 1653);
3. Карл Евсебий (12.4.1611 – 5.4.1684), 2-ри княз на Лихтенщайн.[1]

- 2-ри княз на Лихтенщайн: 1627 – 1684 Карл Евсебий, ∞ 1644 за Йохана Беатрикс (1625 – 1676), дъщеря на Максимилиан I фон Дитрихщайн, от която има девет деца, но само четири доживяват пълнолетие:

1. Мария Елеонора (1647 – 1703), ∞ 1666 за княз Йохан Зайфрид фон Егенберг (1644 – 1713);
2. Тереза (1649 – 1716), ∞ 1. (1687) за граф Якоб фон Лесли; ∞ 2. (1692) за Йохан Балтазар фон Вагенсберг (†1693);
3. Йохана Беатрикс (1650 – 1672), ∞ 1669 за Максимилиан II фон Лихтенщайн (1641 – 1709);
4. Йохан Адам I Андреас (17.4.1656 – 16.6.1712), 3-ти княз на Лихтенщайн.[1]

- 3-ти княз на Лихтенщайн: 1684 – 1712 Йохан Адам I Андреас, ∞ 1681 за Едмунда Мария (1662 – 1737), дъщеря на княз Фердинанд Йозеф фон Дитрихщайн, от която има осем деца, седем от които доживяват пълнолетие:

1. Мария Елизабет (1683 – 1744), ∞ 1. (1703) за Максимилиан II фон Лихтенщайн (1641 – 1709); ∞ 2. (1713) за херцог Леополд фон Шлезвиг-Холщайн-Зонденбург-Визенбург (1674 – 1744);
2. Карл Йозеф (1684 – 1704), неженен;
3. Мария-Антония (1687 – 1750), ∞ 1. (1704) за граф адам фон Цзобор (†1728); ∞ 2. (1731) за граф Карл фон Харас (†1750);
4. Франц Доминик (1689 – 1711), неженен;
5. Габриела (1692 – 1713), ∞ 1712 за 6-тия княз на Лихтенщайн Йозеф Йохан Адам;
6. Тереза (1694 – 1772), ∞ 1713 за Емануил Томас Савоя-Каринян, граф де Суасон (1687 – 1729);
7. Мария Доминика (1698 – 1724), ∞ 1719 за княз Хайнрих Йозеф фон Ауершперг (1697 – 1783).[1]

- 4-ти княз на Лихтенщайн: 1712 – 1718; 1748 – 1772 Йозеф Венцел I (9.8.1696 – 10.2.1772), племенник на следващия 5-ти княз на Лихтенщайн, ∞ 1718 за Анна Мария (1699 – 1753), дъщеря на княз Антон Флориан фон Лихтенщайн, от която има четири деца, но нито едно не доживява пълнолетие.[2]

- 5-ти княз на Лихтенщайн: 1718 – 1721 Антон Флориан (28.5.1656 – 11.10.1721), чичо на 4-тия княз на Лихтенщайн, ∞ 1679 за Елеонора Барбара (1661 – 1723), дъщеря на граф Михаел Освалд фон Тун, от която има десет деца, но само пет достигат пълнолетие:

1. Мария Антония (1683 – 1715), ∞ 1. (1702) за граф Йохан адам фон Ламберг (1677 – 1708); ∞ 2. (1710) за граф Еренгот фон Куфщайн (1676 – 1728);
2. Йозеф Йохан Адам (27.5.1690 – 17.12.1732), 6-ти княз на Лихтенщайн;
3. Мария Каролина (1694 – 1735), ∞ 1719 за граф Франц Вилхелм фон Залм-Райфершейд (1670 – 1734);
4. Анна Мария (1699 – 1753), ∞ 1. (1716) за граф Йохан Ернст фон Тун (1694 – 1717); ∞ 2. (1718) за 4-тия княз на Лихтенщайн Йозеф Венцел I;
5. Елеонора (1705 – 1757), ∞ 1719 за граф Фридрих Август фон Харах-Рорау (1696 – 1749).[2]

- 6-ти княз на Лихтенщайн: 1721 – 1732 Йозеф Йохан Адам, ∞ 1. (1712) за Габриела (1692 – 1713), дъщеря на 3-тия княз на Лихтенщайн Йохан Адам I Андреас; ∞ 2. (1716) за Мария-Анна (1698 – 1716), дъщеря на Йохан Максимилиан Андреас фон Тун-Хоенщайн; ∞ 3. (1716) за Мария Анна (1693 – 1729), дъщеря на Франц Албрехт фон Йотинген-Шпилберг; ∞ 4. (1729) за Мария Анна (1707 – 1788), дъщеря на Франц Карл, граф Котулински. Княз Йозеф Йохан Адам има шест деца от четирите си съпруги, но само две от тях (от третата му съпруга) достигат пълнолетие:

1. Мария Тереза (1721 – 1753), ∞ 1741 за княз Йозеф I фон Шварценберг (1712 – 1782);
2. Йохан Непомук Карл (6.7.1724 – 22.12.1748), 7-ми княз на Лихтенщайн.[2]

- 7-ми княз на Лихтенщайн: 1732 – 1748 Йохан Непомук Карл, ∞ 1744 за Мария Йозефа (1727 – 1788), дъщеря на граф Фридрих Август фон Харах-Рорау, от която има само две дъщери, но само втората доживява пълнолетие:

1. Мария Антония (1749 – 1813), ∞ 1768 за княз Венцел фон Паас (1744 – 1812).[2]

- 8-ми княз на Лихтенщайн: 1772 – 1781 Франц Йозеф I (29.11.1726 – 18.8.1781), племенник на 4-тия княз на Лихтенщайн Йозеф Венцел I, ∞ 1750 за Леополдина (1733 – 1809), дъщеря на граф Франц Филип фон Щернберг, от която има осем деца, две от които не доживяват пълнолетие:

1. Леополдина (1754 – 1823), ∞ 1771 за ландграф Карл Емануел фон Хесен-Ротенбург (1746 – 1812);
2. Антония (1756 – 1821), монахиня в Есен;
3. Алоис I (14.5.1759 – 24.3.1805), 9-ти княз на Лихтенщайн;
4. Йохан I Йозеф (26.6.1760 – 20.4.1836), 10-княз на Лихтенщайн;
5. Филип (1762 – 1802), неженен;
6. Мария Йозефа (1768 – 1845), ∞ 1783 за Миклош Фердинанд, княз Естерхази (1765 – 1833).[3]

- 9-ти княз на Лихтенщайн: 1781 – 1805 Алоис I, ∞ 1783 за Каролина (1768 – 1831), дъщеря на граф Йохан Вилхелм фон Мандершайд-Бланкенхайм, от която няма наследници.[3]
- 10-ти княз на Лихтенщайн: 1805 – 1836 Йохан I Йозеф, ∞ 1702 за Йозефа (1776 – 1848), дъщеря на ландграф Йоахим Егон фон Фюрстенберг-Вайтра, от която има петнадесет деца, четири от които умират преди да навършат пълнолетие:

1. Алоис II (26.5.1796 – 12.11.1858), 11-ти княз на Лихтенщайн;
2. София Мария (1798 – 1869), ∞ 1817 за Венценц, граф Естерхази (1787 – 1835);
3. Мария (1800 – 1884), неомъжена;
4. Франц (1802 – 1887), ∞ 1841 за Юлия (1805 – 1841), дъщеря на Франц, граф Потоцки;
5. Карл (1803 – 1871), ∞ 1832 за Розалия (1805 – 1841), дъщеря на Филип, граф Грюне;
6. Хенриета (1806 – 1886), ∞ 1825 за Йозеф, граф Гуняди-Кетели (1801 – 1869);
7. Фридрих (1807 – 1885), ∞ 1848 за София Леве (1815 – 1866);
8. Едвард (1809 – 1864), ∞ 1839 за Хонората (1813 – 1869), дъщеря на Йохан, граф Холонивски;
9. Август Лудвиг (1810 – 1884), неженен;
10. Ида (1811 – 1884), ∞ 1832 за княз Карл фон Паар (1806 – 1881);
11. Рудолф (1816 – 1848), неженен.[3]

- 11-ти княз на Лихтенщайн: 1836 – 1858 Алоис II, ∞ 1831 за Франциска (1813 – 1881), дъщеря на граф Франц Йозеф фон Кински-Вхинит и Тетау, от която има единадесет деца:

1. Мария (1834 – 1909), ∞ 1860 за граф Фердинанд фон Траутмансдорф (1825 – 1896);
2. Каролина (1836 – 1885), ∞ 1855 за княз Александър фон Шонбург-Гартенщайн (1826 – 1896);
3. София (1837 – 1899), ∞ 1863 за княз Карл фон Льовенщайн-Вертхайм-Розенберг (1834 – 1921);
4. Алойзия (1838 – 1920), ∞ 1864 за граф Хайнрих Фюрфкирхен (1830 – 1885);
5. Ида (1839 – 1921), ∞ 1857 за княз Адолф Йозеф фон Шварценберг (1832 – 1914);
6. Йохан II (5.10.1840 – 11.2.1929), 12-ти княз на Лихтенщайн;
7. Франциска (1841 – 1858), неомъжена
8. Хенриета (1843 – 1931), ∞ 1865 за братовчед си принц Алфред фон Лихтенщайн (1842 – 1907);
9. Анна (1846 – 1924), ∞ 1864 за княз Георг Кристиан фон Лобковиц (1835 – 1908);
10. Тереза (1850 – 1938), ∞ 1882 за принц Арнулф Баварски (1852 – 1907);
11. Франц I (28.8.1853 – 25.7.1938), 13-ти княз на Лихтенщайн.[3]

- 12-ти княз на Лихтенщайн: 1858 – 1929 Йохан II, неженен.
- 13-ти княз на Лихтенщайн: 1929 – 1938 Франц I, неженен.
- 14-ти княз на Лихтенщайн: 1938 – 1989 Франц Йозеф II (16.8.1906 – 13.11.1989), правнук на Алоис II, ∞ 1943 за Георгина (Гина) фон Вилчек (1921 – 1989), от която има пет деца:

1. Ханс-Адам II (Адам Филип Фердинанд Алоис Йозеф Мария Марио д’Авиано Пиус) (*14.2.1945), 15-ти княз на Лихтенщайн;
2. Еразъм Филип (*1946), ∞ 1971 за Изабела д’Албре (*1949);
3. Николаус Фердинанд (*1947), ∞ 1982 за маргарита (*1957), дъщеря на великия херцог на Люксембург Жан I;
4. Нора (*1950), ∞ 1988 за дон Висенте Сарториус и Кавеса де Вака (1931 – 2002);
5. Венцел (1962 – 1991), неженен.[4]

- 15-княз на Лихтенщайн: от 1989 Ханс-Адам II, ∞ 1967 за Мария Аглае (*1940), дъщеря на граф Фердинанд Карл фон Кински-Вхиниц и Кетау, от която има четири деца:

1. Алоис Филип Мария (*11.6.1968), следващ княз на Лихтенщайн, ∞ 1993  за София Елизабета Мария Габриела (*1967), дъщеря на баварския херцог Макс Емануел;
2. Максимилиан (*1969), ∞ 2000 за анжела Гизела Браун (*1958);
3. Константин (*1972), ∞ 1999 за Мария Калноки фон Кьорьошпатак (*1975);
4. Татяна (*1973), ∞ 1999 за Филип фон Латорп (*1968).[4]

### Наследствени принцове (Erbprinzen)
- Алоис Филип Мария (син на княз Ханс Адам II, * 1968), заместник на княза
- Йозеф Венцел (син на ербпринц Алоис, * 1995)

Те носят титлите Княз фон и цу Лихтенщайн, Херцог фон Тропау и Йегерндорф, Граф цу Ритберг, Ръководещи Дом фон и цу Лихтенщайн.